# St Bees
St Bees – wieś w Anglii, w Kumbrii, w dystrykcie (unitary authority) Cumberland. Leży 61 km na południowy zachód od miasta Carlisle i 405 km na północny zachód od Londynu. W 2001 miejscowość liczyła 1717 mieszkańców. Około 4 kilometry na północny zachód od wsi znajduje się zbudowana w 1822 roku na półwyspie St Bees Head latarnia morska St Bees.

## Zobacz także
- Człowiek z St Bees
- Opactwo St Bees